# Ralph Cicerone
Ralph John Cicerone (New Castle (Pensilvânia), 2 de maio de 1943 – New Jersey, 5 de novembro de 2016) foi um engenheiro estadunidense.
Foi presidente da Academia Nacional de Ciências dos Estados Unidos. Pesquisou dentre outros a química atmosférica e mudanças climáticas.
Cicerone estudou engenharia elétrica no Instituto de Tecnologia de Massachusetts (MIT), com mestrado e doutorado na Universidade de Illinois em Urbana-Champaign. Foi depois pesquisador na Universidade de Michigan, onde foi depois professor de engenharia elétrica e computação. Em 1978 foi trabalhar no Scripps Institution of Oceanography da Universidade da Califórnia em San Diego, como pesquisador em química. Foi então eleito cientista sênior e diretor da Divisão de Química Atmosférica do Centro Nacional de Pesquisas Atmosféricas em Boulder (Colorado). Lá trabalhou até 1989, quanto tornou-se professor de ciência do sistema terrestre da Universidade da Califórnia em Irvine e dirigiu o Departamento de Ciências do Sistema Terrestre de 1989 a 1994, quando foi chefe do Departamento de Ciências Físicas. Em 1998 foi reitor da Universidade da Califórnia em Irvine, onde permaneceu até 2005, quando foi então presidir a Academia Nacional de Ciências dos Estados Unidos.
Cicerone foi citado para receber o Nobel de Química de 1995, concedido então a seu colega Frank Sherwood Rowland. Cicerone foi laureado em 1999 com o Prêmio Bower de Realização em Ciência, em 2002 com a Medalha Roger Revelle e em 2004 com o Albert Einstein World Award of Science.